# Pseuderytus chobauti
Pseuderytus chobauti är en skalbaggsart som beskrevs av Clouet 1896. Pseuderytus chobauti ingår i släktet Pseuderytus och familjen Aphodiidae. Inga underarter finns listade i Catalogue of Life.